# Montevallo (Alabama)
Montevallo város az USA Alabama államában, Shelby megyében. Lakosainak száma 7229 fő (2020. április 1.).

## Népesség
A település népességének változása:

| 2010 | 6 323 |
| 2020 | 7 229 |